# Dąbie (powiat gryficki)
Dąbie – osada w Polsce położona w województwie zachodniopomorskim, w powiecie gryfickim, w gminie Płoty.
Dąbie należy do sołectwa Luciąża.
Na północ od osady znajdują się jezioro Dąbie podzielone na 3 części.
W latach 1975–1998 miejscowość administracyjnie należała do województwa szczecińskiego.
W 1993 roku w lesie koło Dąbia odkryto stanowisko popielicy.
W 2002 roku osada (z wsią Luciąża i gajówką Kopaniny) liczyła 16 budynków mieszkalnych, w nich 34 mieszkania ogółem, z nich 31 zamieszkane stale. Z 33 mieszkań zamieszkanych 24 mieszkania wybudowany przed 1918 rokom, 4 mieszkania — między 1918 a 1944 rokami, 4 — między 1945 a 1970, 1 — między 1989 a 2002, łącznie z będącymi w budowie.
Od 117 osób 38 było w wieku przedprodukcyjnym, 40 — w wieku produkcyjnym mobilnym, 20 — w wieku produkcyjnym niemobilnym, 19 — w wieku poprodukcyjnym. Od 94 osób w wieku 13 lat i więcej 2 mieli wykształcenie wyższe, 10 — średnie, 29 — zasadnicze zawodowe, 46 — podstawowe ukończone i 7 — podstawowe nieukończone lub bez wykształcenia.

## Ludność[1]
W 2011 roku w osadzie żyło 127 osób, z nich 66 mężczyzn i 61 kobiet; 34 było w wieku przedprodukcyjnym, 51 — w wieku produkcyjnym mobilnym, 27 — w wieku produkcyjnym niemobilnym, 15 — w wieku poprodukcyjnym.

## Zabytki
- park dworski, z drugiej poł. XIX, nr rej.: A-1629 z 26.11.1980, pozostałość po dworze